# Улла Вербрук
Улла Вербрук (фр. Ulla Werbrouck; нар. 24 січня 1972, Ізегем, Бельгія) — бельгійська дзюдоїстка, олімпійська чемпіонка 1996 року, чемпіонка Європи, призерка чемпіонатів світу та Європи.

## Виступи на Олімпіадах
| Олімпіада      | Дисципліна | Місце |
| -------------- | ---------- | ----- |
| Барселона 1992 | до 72 кг   | 9     |
| Атланта 1996   | до 72 кг   | 1     |
| Сідней 2000    | до 70 кг   | 5     |